# Mictyris brevidactylus

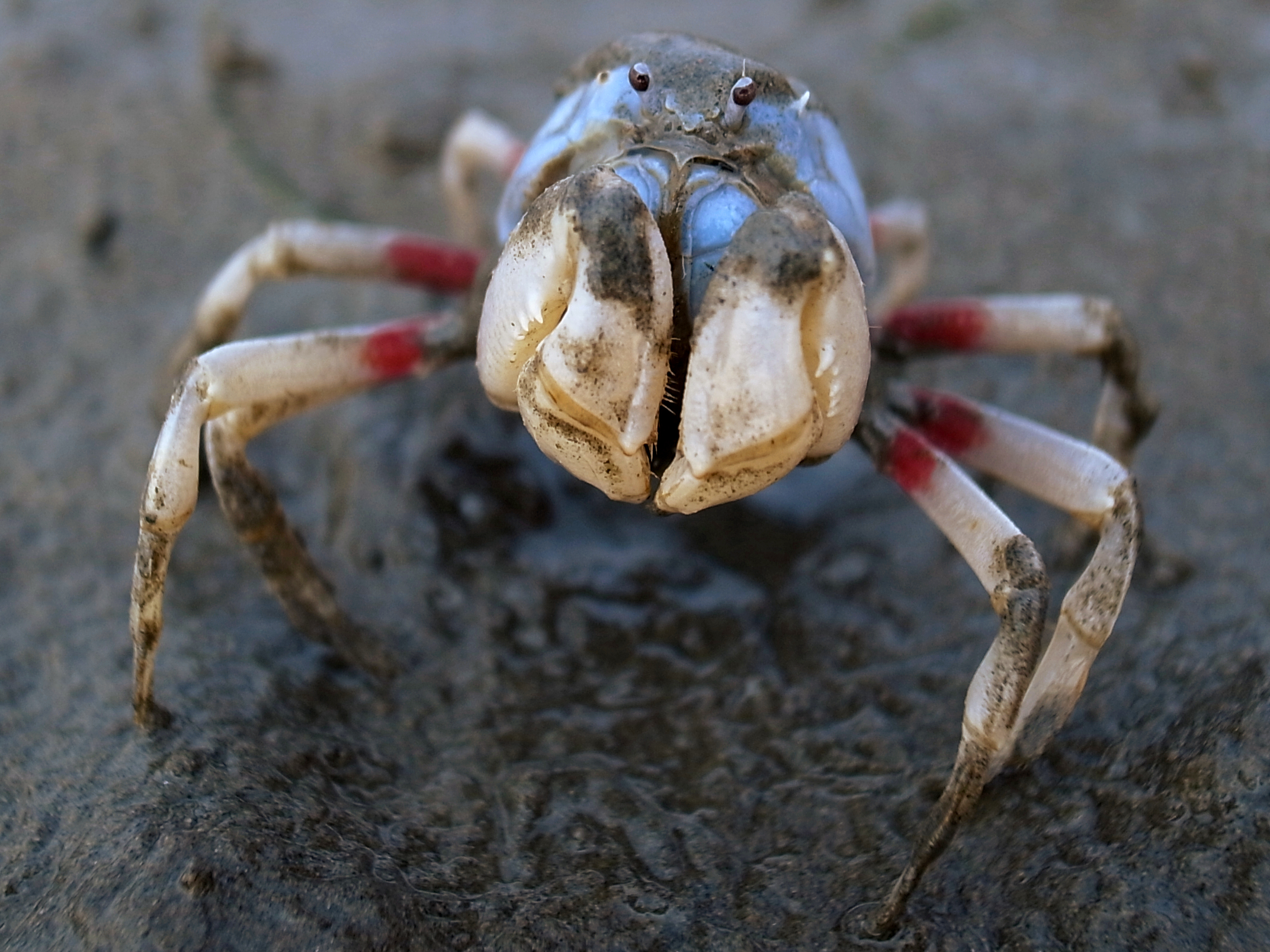

Mictyris brevidactylus  (лат.) — вид крабов из семейства Mictyridae. Распространены в Восточной и Юго-восточной Азии: Япония, Китай, Тайвань, Сингапур, Индонезия (острова Каракелонг, Бавеан и Амбон).
Взрослые особи имеют светло-голубой карапакс, в то время как молодые особи отличаются желтовато-коричневым цветом. M. brevidactylus собираются группами, а при опасности закапываются в песок.
Вид был впервые описан в 1858 году американским зоологом Уильямом Стимпсоном.